# Bases do caratê
Tachi waza (em japonês:  立ち技, Técnicas de base/pernas), ou tachikata (立ち方), é o termo em que no caratê designa-se o estudo sobre o modo como posicionar pés e pernas em relação ao tronco, haja vista que tão importante quanto um golpe é estar bem plantado ao solo, pois nenhum golpe será forte o suficiente se o lutador não estiver estável. Todas as artes marciais dão extrema importância ao estudo das bases; assim como boxe ou chuan fa, o caratê tem uma disciplina de estudo que se ocupa com as bases ou posições, que são organizadas segundo altura, a princípio.
Como as artes marciais são baseadas no uso controlado da energia do próprio lutador, bem como do eventual adversário, para poder  canalizar bem essa energia (nos ataques e defesas), torna-se necessário um adequado e firme posicionamento. E, a despeito de a modalidade pender nos ramos desportivos mais para o aspecto lúdico, negligenciado o estudo mais aprofundado dos caracteres mais profundos da arte marcial, os silogeus possuem à disposição (ainda que não o pratiquem) um amplo leque de posicionamentos.
Segundo a filosofia de buscar sempre a evolução, o praticante das artes marciais deve sempre dar bastante atenção às bases, pois são elas que canalizarão a energia ao ponto focal de cada técnica: tal qual um triângulo, que se apoia numa base e tem um único ponto superior a concentrar as forças, assim o praticante deve executar seus movimentos. Um carateca experiente luta contra um adversário mas não contra a energia (ki).
As posturas podem ser primeiro classificadas:
- segundo o pé que avança
  - Migi (右, direita);
  - Hidari (左, esquerda);
- segundo a posição de guarda
  - Ai hanmi (追い半身), guarda normal;
  - Gyaku hanmi (逆半身), guarda inversa.

## Bases altas
Takai dachi (高い立) são aquelas posturas altas do caratê, que servem a dois propósitos precípuos: apresentação e execução de técnicas. Em sinal de respeito, todo lutador deve manter-se em posturas sóbrias e firmes. Assim, por exemplo, em Musubi dachi fazem-se os cumprimentos e reverências, pois a postura, com as pernas eretas e os pés juntos e abertos, demonstra a quem está à frente não tem intenções de ataque, ou Heiko dachi, que demonstra ao mestre que o aluno está apto e atento a seus comandos.
Por outro lado, as bases elevadas, quando executadas em luta, estão mais conectadas às origens do caratê como arte de combate - jutsu (術, arte) -. É que o lutador, ao enfrentar um adversário, procura sempre manter-se menos exposto e suscetível a ataques, tanto é assim que os estilos mais achegados às origens guardam a execução de técnicas em base mais altas. O próprio mestre Gichin Funakoshi, logo no início da divulgação de seu estilo, apresentava este tipo. Todavia, quando a arte marcial por razões filosóficas passou a ser mais vista como uma doutrina de evolução da pessoa - dô (道, caminho, maneira) -, visando mais a parte atlética e educacional, as bases mais baixas tornaram-se preferenciais.
As posturas elevadas são, por assim dizer, um ponto de partida, pois delas saem as demais bases. Ainda durante uma luta, o praticante sai e retorna para uma postura elevada constantemente, ou seja, são as posições fundamentais e na aplicação (num confronto real) guardam estreita relação com as bases médias.
Um ponto fraco, contudo, reside no fato de tais posturas deixarem o centro de gravidade relativamente vulnerável, isto é, o lutador está mais sujeito a ter desequilíbrio.

### Ayumi dachi
Ayumi dachi (歩み立ち) faz-se com o tronco ereto mas com os joelhos flexionados, baixando o centro de gravidade. Na grande parte das vezes é executada ao se movimentar,é uma postura intermediária - o que é denotado de seu próprio nome ("postura de passo", numa tradução livre) -. Uma vez que o carateca deve manter-se sempre estável e não variar o seu centro de gravidade ao se deslocar, tanto avançando quanto recuando, executa-se a base na metade do deslocamento. Outro ponto importante da base é o controle e a conservação da energia, evitando o seu desperdício com a eliminação de variações parasitárias da altura e, bem assim, ao assimilar alguns ataques de agarramentos e arremessos (katame waza/ne waza e nage waza).
Noutras artes marciais, como kendo, a postura é chamada por aymui ashi. Por outro lado, no caratê trata-se mesmo de uma base, é utilizada nos treinos de kihons ou em técnicas específicas, como é o caso dos mae gueri, em decorrência do centro de gravidade já se encontrar baixo, sendo ayumi ashi uma forma de movimentação.

### Heisoku dachi
Heisoku dachi (閉足立ち) é formada com os pés e as pernas paralelos e unidos. Aparentemente simples, a postura possibilita ao lutador tomar noção mais precisa da linha central de seu corpo, o que possibilita intuir o campo de abrangência das técnicas de ataque e defesa. Todas as demais bases derivam dela, por exemplo, abrindo-se os pés em 45°, obtém-se Musubi dachi, ou, na sequência, fazendo paralelos os pés, obtém-se heiko dachi e assim por diante.

### Mosubi dachi
Musubi dachi (結び立ち) é formado desde Heisoku dachi mantendo-se juntos os calcanhares e as pernas, mas com os pés um ângulo de 45º, aproximadamente, mas diferentemente daquela, cujos significado e aplicações são vários e dependentes da situação concreta, o escopo precípuo de Musubi dachi é estabelecer uma consciência, estabilidade de guarda, a qual proporciona (em si mesma) proteção em várias direções ao mesmo tempo. Destarte, as relações do budô, ao fazer cumprimentos e/ou reconhecimentos e, bem assim, no começo e no fim dum kata, são sempre feitas nesta posição, sempre pronto para um ataque. A posição é usada em saudações no início e término dos treinos.
Existe, por outro lado, um outro sentido mais amplo para a base. É que a palavra musubi é geralmente escrita com caracteres que significam para "concluir" ou "fechar", mas pode também ser escrita com caracteres que querem dizer "inúmeros" ou "infinito". Neste aspecto, portanto, o conceito da base traria consigo a conotação de infinitas possibilidades ou que o lutador está preparado para enfrentar quaisquer situações, de luta ou não.

### Chumoku dachi
Chumoku dachi (注目立ち ou 柱木立ち) é formada com os pés posicionados em ângulo de 90°, mantendo-se os calcanhares unidos.

### Heiko dachi
Heikō dachi (平衡立ち), ou kaisoku dachi (開足 立ち), é uma postura bastante natural, permanecendo paralelos tanto pés quanto pernas à distância dos ombros.

### Hachiji dachi
Hachiji dachi (八字 立ち), kunoji dachi (くの字立ち) ou tsune dachi (常 立), é formada numa postura bastante natural, com pernas eretas e paralelas à distância dos ombros e os pés abertos em aproximadamente 45°. Devido a essa naturalidade, frequentemente denomina-se a postura como shizentai (自然体) ou shizentai dachi (自然体立), cuja tradução é "postura natural". Todavia, Shizentai é mais afeta a um conjunto de postura e atitue, uma evolução natural do treinamento que começa com kamae.
Na maioria dos estilos, assim é tratada a base, porém, no estilo Kyokushin, ela é conhecida por fudo dachi.

### Uchi hachiji dachi
Uchi hachiji dachi (内八字立ち) é composta desde a base hachiji dachi, mas invertendo-se as posições dos pés para dentro, isto é, o vértice do ângulo mudam do calcanhar para a ponta dos pés.

### Moroashi dachi
Moroashi dachi (両足立ち), ou kuzure heikō dachi (崩れ並行立ち), é feita com uma perna avançada até a distância de um pé e abertura lateral equivalente à dos ombros.

### Sanchin dachi
Sanchin dachi (三戦立ち) é composta de forma parecida à moroashi dachi, o um pé avança somente até a distância de outro pé. Mas o pé avançado aponta para dentro e os joelhos ficam flexionados para dentro e os pés pressionam firme o chão. O tronco fica ereto. E os quadris contraem. Contrai também a musculatura das coxas e nádegas, no fito de travar o tanden. Esta postura proporciona excelente solidez para a execução de técnicas defensivas e evasivas, que devem ser realizadas controle da respiração (ibuki), cuja finalidade é o correto trabalho da energia (ki).
A estabilidade da postura é advinda da largura lateral da abertura das pernas e de sua distância e conformação dos pés, proporcionando solidez tanto na direção esquerda-direita quanto frente-trás e, bem assim, deixa o lutador em posição confortável para o giro da cintura e aplicação de golpes das pernas e das mãos. Como as pernas ficam flexionadas para dentro, outra característica da base é a proteção do ventre e da virilha.

### Teiji dachi
Teiji dachi (丁字立ち), ou choji dachi (丁字立ち, chōji dachi) é feita com apoio maior do corpo no pé traseiro, que fica posicionado num ângulo de 90º em relação ao dianteiro, com o calcanhar do pé frontal, em caso de recuo, tocando o meio do pé traseiro. O nome da base vem da forma do caractere kanji 丁.

### Teinoiji dachi
Teinoji dachi (ティ の字立ち) lembra também ao kanji 丁, pero o pé frontal resta com o calcanhar rente à ilharga do pé traseiro no centro.

### Renoji dachi
Renoji dachi (レの字立ち) é feita, como em teji dashi, com apoio maior do copro no pé traseiro, que fica posicionado num ângulo de 90º em relação ao dianteiro. A distância entre os pés é a largura dos ombros, ficando o pé frontal apontado diretamente para frente. Caso seja necessário recuar, o pé dianteiro tem possibilidade de o fazer, tocando-se os calcanhares. O nome da base vem da forma do caractere kanji レ.

### Ukiashi dachi
Ukiashi dachi (受足立ち) é, de certa modo, a consequência do relaxamento da base nekoashi dachi e em muito se parece com Renoji dachi, mas a perna frontal permanece com o pé apoiado em koshi e o peso apoia-se mormente na perna traseira.

### Suriashi dachi
Suriashi dachi (摺り足立ち) é uma forma de relaxamanto da base gyaku nekoashi dachi.

### Kugiashi dachi
Kugiashi dachi (釘足立ち) tem o peso do corpo apoiado numa das pernas, posicionando o pé frontal sobre o pé de apoio, isto é, com a ponta dos pés, daí o nome da postura ("base da ponta dos pés", em tradução livre).

### Ippon ashi dachi
Ippon ashi dachi (一本足 立ち) faz com que o carateca sustente seu peso numa perna exclusivamente. Diferentemente de katashi dachi ou sagiashi dachi, em cuja formação a perna soerguida resta lastreada na articulação do joelho da perna firmada no solo, a perna suspensa resta totalmente "flutuante". Trata-se de uma postura de vocação defensiva e que proporciona bloqueios; serve ainda para defender a base moroashi dachi contra ofensivas à perna frontal.
Em que pese ser uma postura defensiva, porque a perna suspensa encontra-se livre, com esta pode-se promover um ataque/defesa para frente ou para trás (com ushiro geri); pode-se também inverter a guarda aproveitando da inércia co'a perna suspensa.

### Tsuruashi dachi
Tsuruashi dachi (鶴足立ち), gankaku dachi (岩鶴立ち), gagiashi dachi (鷺足立ち), kakuritsu dachi (鶴立立ち ou hakutsuru dachi (白鶴立ち), é feita apoiando-se o peso numa das pernas, que fica semi-flexionada, fixando a outra com o pé atrás do meio da perna de apoio. Por causa de sua similitude com katashi dachi, alguns tratam-nas como se fosse uma só postura.

### Katashi dachi
Katashi dachi (硬足立ち), ou gisho dachi (ぎ小立ち), forma-se com o carateca a apoiar seu peso numa das pernas, fixando a outra com o pé em frente ao joelho da perna de apoio. É muito assemelhada a tsuruashi dachi, o que lava a alguns estilos a não fazerem distinção entre as posturas, tratando-as como se uma fossem, apenas cuidando de variação.
No estilo Shotokan-ryu, a aparece no kata Enpi.

## Bases médias
As posturas de média altura têm por escopo reunir o melhor das altas e baixas, ou mobilidade e estabilidade. Ainda que as bases altas possibilitem maior fluidez no deslocamento e as baixas, maior firmeza, durante um kumite, as bases médias mostram-se mais adequadas a uma situação de enfrentamento, pois permitem aliar as duas características e são mais naturalmente assumidas.
Filosoficamente, ensina-se que o "caminho do meio" é o mais seguro, ou seja, não se deve priorizar os extremos, nem para mais, nem para menos.
Esta óptica não é particular aos povos orientais. Cita-se, como exemplo, os ensinamentos de Moisés, no Egito, ou os do Rambam, de Espanha. De igual modo, o karateka, quando em kumite (ou qualquer outra situação), deve assumir uma base média, restar sereno, pois poderá recuar para uma base alta ou ser ofensivo numa base baixa. As bases médias o ponto de convergência das técnicas, altas e baixas.

### Su dachi
Su dachi (守 立ち), ou hangetsu dachi (半月立ち), é feita com o peso do corpo distribuído uniformemente nos pés, as articulações dos joelhos permanecem flexionados para dentro no fito de proporcionar proteção adicional, a distância entre os pés é mediana, aproximadamente a mesma de naihanchi dachi, e os mesmos são apontados para dentro.
A movimentação dentro desta postura dá-se tanto adiantando quanto recuando, e os pés fazem um movimento que lembra a forma da lua em quarto crescente, dai a sua denominação também de "base da lua crescente". A postura assemelha-se em forma e versatilidade a Zenkutsu dachi. Devido à sua firmeza (em forma de ampulheta), é adequada tanto ao ataque quanto à defesa, com mais ênfase para defesa. A base é executada mormente no kata homônimo.

### Hebi dachi
Hebi dachi (蛇立ち, postura de serpente), feita com o praticante com posicionamento dos pés similar ao de renoji dachi mas com as pernas genuflexionadas.

### Moto dachi
Moto dachi (素 立ち, ou 基立ち) possui a distância entre os pés é de aproximadamente dois pés, restando as pernas ligeiramente flexionadas e abertas lateralmente à largura dos ombros, o pé dianteiro aponta para frente e o traseiro, pouco aberto. Nesta base na maioria dos estilos compõe-se a postura básica para enfrentamento.
No estilo shotokan-ryu, a base aparece no kata Heian shodan; já nos shito-ryu, goju-ryu e outros nos quais as basses são mais altas, é mais comum.

### Han zenkutsu dachi
Han zenkutsu dachi (半前屈立ち), sho zenkutsu dachi (小前屈立), pinan dachi (平安 立ち) ou futsu dachi (普通 立ち, futsū dachi)[a], é uma modificação da base zenkutsu dachi na qual, em relação à base moto dachi, alguns recuam ou avançam ligeiramente inferior a distância entre os pés, mantendo, contudo, a inflexão do joelho na perna traseira é reta no joelho; no entanto a divergência precípua é de que em Moto dachi o praticante relaxa a articulação do joelho da perna traseira, permanecendo tencionada em Zenkutsu dachi.
É uma postura comum nos estilos velhos, como Shorin-ryu, ou mesmo em estilos mais novos, como o Goju-ryu e Wado-ryu, mas que conservam maior conexão com as práticas tradicionais. Aparece nos katas: Bassai, do estilho Shotokan; matsukaze, do Shito-ryu.

### Naihanchi dachi
Naihanchi dachi (內步進立ち) tem dispostos os pés pouco mais espaçados que os ombros às laterais, mantendo-se paralelos e ligeiramente angulados ao centro. As pernas e a linha de cintura são tensionados, baixando o centro de gravidade e flexionando os joelhos para dentro. A postura assemelha-se à de equitação kiba dachi, a diferença é que os pés são apontados ligeiramente para dentro. O peso deve ser colocado na parte externa do pé e o centro de gravidade devem ser reduzidos. Sua estrutura, posto que não seja particularmente estável contra impulsos externos na direção frente-costa, é muito poderosa contra um ataque pelas laterais.
A base é a postura do kata naihanchi, dos estilos Wado-ryu, Shito-Ryu, Goju-ryu e Shorin-Ryu. No estilo Shotokan-ryu, nos katas da série tekki, que são os correspondentes aos naihanchi, a base é substituída por kiba dachi.

### Jigotai dachi
Jigotai dachi (自護体立ち) é semelhante à naihanchi dachi, porém com os pés apontando para fora em 45º, aproximadamente; as articulações dos joelhos apontam para frente. Devido a tal abertura, a base ganha estabilidade adicional, fazendo com que o lutador consiga relativo conforto quando obrigado a defletir ataques frontais.

### Han kokutsu dachi
Han kokutsu dachi (半後屈 立ち) ou sho kokutsu dachi (小後屈立ち) é uma variante da base kokutsu dachi, co'a mesma abertura de ukiashi dachi executa-se a base na forma de kokutsu dachi. É mormente praticada no estilo goju-ryu.

### Han sokutsu dachi
Han sokutsu dachi (半側屈立ち), ou sho sokutsu dachi (小側屈立ち), é uma variante da base kokutsu dachi, co'a mesma abertura de ukiashi dachi executa-se a base na forma de sokutsu dachi. É, como sucede entre as bases kokutso dachi e sokutsu dachi, tratada em sinonímia. Aparece no kata Seipai.

Kososku dachi (交足立ち, Kōsoku dachi)

### Bensoku dachi
Bensoku dachi (弁足立ち) é feita com as pernas cruzadas mas os pés plantados no chão.

### Kosa dachi
Kosa dachi (交差立ち) é feita despondo-se o pé da frente plantado firmemente no chão enquanto o de trás recai apenas sobre os dedos, em koshi. Normalmente, a base é usada para recuperação após um salto, mas também pode ser útil como uma manobra tática para um chute com o pé escondido, ou ti pivô evasivo. Aparece no kata Jion.

### Kakeashi dachi
Kakeashi dachi (駆け足立ち), ou kake dachi (駆け立ち)[b], é feita apoiando-se o peso numa das pernas, posicionando o pé frontal logo à frente do pé de apoio. Semelhante à kosa dachi, porém a perna mais flexionada e apoiada sobre a ponta dos pés encontra-se na posição frontal, e sucede também de em vários estilos não haver essa distinção.

### Seisan dachi
Seisan dachi (十三立ち) é uma postura mista de zenkutsu e hangetsu dachi, que, diferentemente da última, possui o peso do corpo distribuído de modo assimétrico, aproximadamente 60% sustentado na perna frontal. É a postura básica do estilo Chito-ryu.

### Sunsu dachi
Sunsu dachi (スンスウ立ち, Sunsū dachi, postura do homem de ferro) é ums postura formada pela combinação das bases naihanchi e moroashi dachi. Típica do kata homônimo, do qual recebe sua denominação.

## Bases baixas
Hikui dachi (低い立) são as posturas nas quais o centro de gravidade resta próximo ao chão. Suas origens remontam aos estilos de chuan fa do sul da China, de Cantão, que possuem até hoje posturas bem rentes ao chão, haja vista que as artes marciais praticadas na região priorizam métodos mais pragmáticos e menos acrobáticos (em contraposição àquelas praticadas no norte do país), com ênfase em técnicas de mão potentes, chutes baixos rápidos buscando manter sempre uma posição estável e mais vantajosa em relação ao adversário. Diz uma lenda que como o sul da China tem mais pântanos e água, remava-se mais, desenvolvendo mais seus braços. Desta feita, com posturas mais baixas, liberam-se os membros superiores para agir mormente com velocidade, força e agilidade.
No Caratê moderno, as bases baixas são preferidas para treinamento, eis que desenvolvem mais o lado atlético do praticante. O escopo de tais bases é proporcionar estabilidade extra para execução de técnicas de ataque e defesa, ou para execução de técnicas específicas como, por exemplo, um soco perpendicular para baixo, que deve ser executado em shiko dachi.
Servem ainda para estender os ataques, isto é, saindo de uma posição alta ou média, o carateca tem como atingir seu adversário sem, contudo, perder a estabilidade e, posto que sofra um contra-ataque, tem condições de o absorver sem ter que se deslocar em excesso. Quando bem executadas, são eficazes em repeleir ataques aos equilíbrio.
Como o centro de gravidade está mais próximo ao solo, nas bases mais baixas há a possibilidade de aplicar técnicas de nage waza e katame waza e subjugar o oponente.

### Enoji dachi
Enoji dachi (えの字立ち) o nome faz referência à forma que as pernas assumem, flexionadas ambas em aproximadamente 45º. As pernas ficam parecidas ao kanji え.

### Gyaku nekoashi dachi
Gyaku nekoashi dachi (逆猫足立ち), ou ushiro nekoashi dachi (後ろ猫足立ち).

### Hyo dachi
Hyo dachi (豹立ち, Hyō dachi, postura de leopardo) com a base mais fechada em relação a base kokutsu, mas com o peso na perna de trás. Logo em seguida, temos a renoji dachi.

### Kiba dachi
Kiba dachi (騎馬立ち) faz-se com os pés paralelos à mesma distância das bases kokutsu dachi ou zenkutsu dachi, o dobro da largura dos ombros, com o peso distribuído uniformemente, compartilhando ainda a mesma altura. A base também é conhecida como "posição de cavaleiro" ou "posição de equitação", pois a pessoa assume a postura como se estivesse montando um cavalo.
Em que pese sua aparente fragilidade frontal, a postura é muito vigorosa lateralmente, o que propricia ao lutador bastante estabilidade para aplicação de técnicas em paralelo à disposição das pernas, tais como empi-uchi ou uraken-uchi.

Estilos mais velhos, conforme o tronco do carateca se posiciona em relação à feitura das técnicas, classificam.
- Mae kiba dachi (前騎馬立ち), para ataques frontais;
- Yoko kiba dachi (横騎馬立ち), para ataques laterais;
- Kakuto kiba dachi (格斗騎馬立ち), para ataques em diagonal, ângulo de 45º.

O mestre de kenpo de Oquinaua Choki Motobu ensinava que a base seria a ideal para ser executada em cenários reais de luta.
A base possibilita ainda o emprego de técnicas de katame waza ou nage waza, o que, devido a sua solidez, ainda proporciona a capacidade de mover-se suavemente em que, lidando com quaisquer tipos de movimentos, das mãos e dos pés.
Aparece nos katas, Tekki, Enpi, Heian sandan, Heian godan, Jion, Jitte, Kanku, Unshu.
O berço da base kiba dachi pode ser rastreado até o Templo de Shaolin, onde a postura servia como base para a prática de todas as outras técnicas. Tal como sucede com o caratê moderno, que visa precipuamente o desenvolvimento físico, o templo estimulava a prática das artes marciais como um complemento no caminho da evoluição espiritual, assim a base era muito importante e usada para fortalecer as pernas.
Heima dachi (平馬立ち)

### Shiko dachi
Shiko dachi (四股立ち), paisai dachi (馬最立ち) ou sumo dachi (相撲立ち), o peso do praticante distribui-se igualmente entre as pernas. A base é muito parecida à Kiba dachi, porém os pés ficam apontando para fora à razão de 45º, aproximadamente. Além de a postura proporcionar a movimentação lateral da cintura e deslocamentos, há a possibilidade de o praticante também desfeir um ataque diretamente para baixo.

### Nio dachi
Nio dachi (仁王立ち, Niō dachi) é parecida com shiko dachi, mas os pés restam mais abertos.

### Kasei kokutsu dachi
Kasei kokutsu dachi (下勢後屈立ち, Kasei kōkutsu dachi), ou garyu dachi (臥竜立ち, garyū dachi, postura do dragão recostado) é feita com o alongamento da base kokutso dachi.

### Kei kokutsu dachi
Kei kokutsu dachi (傾後屈立ち, Kei kōkutsu dachi) é feita com um leve alongamento para trás da base kokutsu dadhi, o corpo fica recuado, aumentando a carga sobre a perna traseira.

### Kokutsu dachi
Kokutsu dachi (後屈立ち, postura retro-flexionada), ou  nigeashi dachi (逃足立ち), tem como principal característica é sua estrutura semelhante à da Zenkutsu dachi mas de forma contrária, com o praticante mirando em direção ao pé de trás. Com isso, a transição para uma postura mais ofensiva é bastante favorecida e eventuais contragolpes são potencializados, pois, tanto a transição quanto o ataque tornam-se bstante muito fluidos com o giro da cintura. Ou, caso seja necessário mudar o foco para outro adversário que ataque pela retaguarda, a alteração será bastante natural. Aproveitado sua vocação defensiva, há grande proteção à articulação do joelho da perna frontal, que tem condições de absorver um ataque direto com a flexão rápida e, bem assim, contra rasteiras.
No estilo Shotokan-ryu, a base é conhecida por alguns como  gyaku zenkutsu dachi e aparece nos katas Enpi e Heian godan (tradicional); não é treinada senão na execução dos katas.

### Sokutsu dachi
Sokutsu dachi (側屈立ち), ou Kyo kokutsu dachi (狭後屈立ち, kyō kōkutsu dachi), tem também a característica de ser uma base recuada, mas os pés plantam-se numa linha reta mas perpendicularmente alinhados, o que leva à flexão da perna lateralmente. Alguns sugerem que a postura trata-se de uma variação mais ofensiva da base Kokutsu dachi, haja vista que ao avançar frontalmente o carateca não necessita girar o tronco, bastando esticar a perna traseira e flexionar mais a dianteira, bem como ambas as posturas são recuadas e direcionam o apoio maior na perna traseira. Tanto é assim que no estilo Shotokan-ryu recebe esta denominação e aparece em vários katas. Em verdade, trata-se de duas posturas diferentes, posto que sejam contudo co-irmãs, nas quais a vocação defensiva é premente.

### Nekoashi dachi
Nekoashi dachi (猫足立ち) é conhecida como a "postura do gato", em cuja disposição favorece a relação tensão/flexão das articulações, devido ao fato de o lutador permanecer numa forma em que parece um felino, pronto para uma ação. E, posto que o peso do praticante apresenta-se pouco mais concentrado na perna traseira, estas podem rapidamente mover-se. A base compartilha a mesma abertura e posição dos pés de ukiashi dachi.
No estilo Shotokan-ryu, a base aparece no kata Wankan; já nos Shito-Ryu, Goju-ryu e outros em que as bases são mais altas, é mais comum.

### Fudo dachi
Fudo dachi (不動立, Postura inabalável), ou sochin dachi (壯鎭立ち), tem silhueta com o carateca a apoiar seu peso em ambas as pernas, flexionando-as na articulação do joelho. A distância entre os pés corresponde exatamente à mesma abertura das bases sokutsu dachi, zenkutsu dachi e kiba dachi, ao que se diz ser a base uma combinação das duas últimas citadas. Trata-se de uma postura avançada e ofensiva. Devido à firmeza que o carateca obtém de sua disposição é o que justifica sua denominação, por outro lado, o termo sochin dachi desta postura advém do kata Motobu no sochin, a variante praticada no estilo Shotokan do kata Sochin.

### Zenkutsu dachi
Zenkutsu dachi (前屈立ち) é formada com o praticante apoiando na perna dianteira, na proporção de 60% a 70% nesta perna; de abertura longa, a distância entre as pernas e mesma das bases kokutsu dachi, kiba dachi ou Shiko dachi. Trata-se de uma postura avançada e ofensiva. Sua estrutura é concebida para a cobertura de grandes áreas no escopo de fazer penetrar as técnicas ofensivas e interceptar possíveis contra-ataques.
Um particularidade do estilo Shotokan-ryu é que há duas formas de executar a base: uma postura velha e uma nova. Segundo as visões das linhagens mais tradicionalistas dos estilos, como Shotokan-Ryu, e Shito-Ryu, mantendo-se mais fiéis ao Shuri-te, o pé frontal posiciona-se levemente para dentro e o traseiro, para frente, com a articulação do joelho inflexível na perna traseira, enquanto a outra (frontal) articula-se de molde a deixar a perna perpendicular ao solo, formando ângulo de 90° com o pé. Ao movimentar-se, o praticante, aprovitando da tensão imposta ao pé traseiro, aproveita essa energia impulsionando o corpo com a parte koshi do pé; para finalizar o momvimento, da base Ayumi dachi o praticante desloca livremente a perna avançada na abertura da base heiko dachi até o ponto final, ainda relaxado, e, encaixando a cintura, acerta a postura, já novamente tensionada.
Forma de Funakoshi
Funakoshi no zenkutsu dachi (船越の前屈 立ち, Zenkutsu dachi do Mestre Funakoshi) foi desenvolvida depois de muito debaterem sobre o tema, o Mestre Gichin Funakoshi e seu filho Yoshitaka Funakoshi, concluíram que havia muita tensão nas articulações do joelho e do tornozelo - principalmente deste -, ao que decidiram por modificar a postura. Assim, a base deve ser executada de forma mais natural e relaxada. Todavia, em muitas partes e diversos dojos ainda se pratica a base da forma velha.
Consequência da mudança proposta é que, quando o atleta executa um passo, na forma nova as pernas fazem um movimento em linha reta, posto a movivmentação dar-se de forma semelhante à da base sokutsu dachi com a perna traseira, que se encontra flexionada, ficando reta, o que desloca o praticante para frente, do contrário, ao recuar, é a perna dianteira que executa o impulso, além do que a base ayumi dachi não se mostra mais tão clara no instante intermediário do passo. Na forma tradicional, o movimento era em forma de semi-círculo.

### Tora dachi
Tora dachi (虎立ち), ou Yaya fukai zenkutsu dachi (やや深い前屈立ち), é um "aprofundamento" da base zenkutsu dachi, com o corpo pouco mais deslocado para frente.

### Ensei dachi
Ensei dachi (遠征 立), koshi dachi(腰 立ち), base de cócoras.

### Iaigoshi dachi
Iaigoshi dachi (居合腰立ち), ou katahiza dachi (形膝立ち), provê ao carateca três pontos de apoio: planta do pé dianteiro, joelho da perna traseira e ponta do pé traseiro.
Em Caratê, posto que seja possível a execução de várias técnicas de ataque e defesa, trata-se mais de uma base intermediária, pois serve mormente de transição ou referência, erguendo-se nela obtem-se a abertura exata das bases naihanchi dachi e jigotai dachi. Noutras artes marciais, como o kendo, é mais explorada, posto desempenhar um papel importante na arte das espadas, haja vista que nesta posição são procedidos movimentos de iaidô.
No estilo Shotokan-ryu, a base aparece no kata Enpi.

### Soto iaigoshi dachi
Soto iaigoshi sachi (外居合腰 立), base genuflexa, mas o joelho que toca o solo aponta para a lateral. Postura comum no aiquidô.

### Fukko dachi
Fukko dachi (伏虎立ち), posição genuflexa, desde soto iaigoshi dachi, deve-se sentar sobre o calcanhar do pé de trás.

### Jigo dachi
Jigo dachi (自護 立ち), posição agachada posição, com o joelho da perna de trás e o pé em koshi tocando o solo, mas ambos os pés estão na mesma linha, sentando-se sobre o calcanhar de trás.

### Toten dachi
Toten dachi (天 立ち), similar à jigo dachi, pero com a posição da perna contrária, isto é, com o joelho rente ao pé da frente e o pé para fora.

### Kumo dachi
Kumo dachi (蜘蛛 立), postura de aranha, com mãos e pés plantados no chão.

## Bases de transição
Ayumi dachi (歩み 立), as bases de transição possuem um fito próprio, que é de assegurar ao praticante a coerência de seus movimentos, de seu deslocamento, ao garantir a estabilidade. Mesmo que o karateka esteja num instante intermediário da execução de qualquer técnica de ataque ou defesa, não pode ele olvidar que no enfrentamento de um adversário pode ser surpreendido com um contragolpe.
Há técnicas específicas para atacar uma base mal formada, exemplo do ashi barai. Assim este tipo de postura, ainda que aparentemente simples, guarda complexidade, pois evita ataques diretos à estabilidade do lutador, pois ao se desestruturar uma base, o lutador natural e inconscientemente buscará restabelecer seu equilíbrio, o que fatalmente propiciará ao adversário uma abertura de sua guarda.
Ataques e defesas são em sua grande maioria aplicados de pé, entretanto, pode haver circunstâncias em que tais posturas não se mostrem viáveis, o que demandam estar o lutador preparado para agir a qualquer momento. Exemplo, a posição seiza, que é mais praticada em rituais, possui grande estabilidade e permite o lutador aplicar técnicas contra um advserário de pé.

## Bases cruzadas
juji dachi (十字 立), são as posturas nas quais as pernas encontram-se cruzadas. Formam o conjunto, kugiashi dachi, bensoku dachi, kosa dachi e kake dachi.

## Bases monopodais
Tsuru dachi (鶴立) são as posturas nas quais se assume conformação semelhante a um guará. Formam o conjunto, ippon ashi dachi, tsuruashi dachi e katashi dachi.

## Bases equestres
Ba dachi (馬立ち) são as posições virtualmente relacionadas a equitação, ou as bases dos cavaleiros, e neste grupo estão naihanchi dachi, jigotai dachi, kiba dachi e shiko dachi.

## Bases bicôncavas
Uchiwa dachi (打環立ち, ou 内輪 立ち) diz-se da posição na qual os joelhos ficam apontados para dentro. Nesse conjunto acham-se as bases uchi hachiji dachi, sanchin dachi, hangetsu dachi.

## Seiza
Seiza (正座) é feita em posição genuflexa, permanecendo o budoca sentado sobre as panturilhas.

## Aguraza
Auraza (胡坐座) faz-se com o praticante a sentar de pernas cruzadas mas com o tronco ereto.

## Kamae
Kamae (構え) é de facto uma postura, eis que as técnicas de tachi são estudadas para aprimorar o posicionamento do corpo, com ênfase em como as pernas se alinham e os pés se plantam, mas a postura kamae relaciona-se com o corpo por inteiro, isto é, como o lutador se coloca com pés, tronco, cabeça, mãos etc. para um enfrentamento. Kamae é conhecida comumente como posição de guarda.
Trata-se em verdade de um termo genérico, segundo o contexto. Hodiernamente, os diferentes estilos (inclusive outras modalidades de artes marciais) usam o vocábulo para denominar uma postura genérica de combate, posto que haja muitas posições diferentes de preparação, apesar de se dizer que em caratê não existe kamae.
Esta postura, além de denotar como o lutador se posiciona, apontar como o lutador se comporta, seu estado de espírito, que deve estar preparado para agir e reagir conforme cada circunstância: Kamae não está no corpo mas na mente.
- Kokoro gamae (心構え), quando se tratar de postura pró-ativa, ofensiva.
- Mi gamae (身構え), quando se tratar de postura passiva, defensiva.
- Hanmi no kamae (半身の構え, postura de guarda), postura básica de enfrentamento, a qual apresenta duas variações precípuas, uma baseada em moto dachi (mais comum no estilo Shotokan) e outra, em teiji dachi.

- Musubi kamae, a mais básica é baseada em musubi dachi, colocando-se os braços retos, a mão direita direita por sob a esquerda, as palmas voltadas para baixo e os braços retos a cobrir a região da virilha, aproximadamente; a concentração está situada na linha de cintura, no centro do corpo (tanden). Sua criação na atual forma é creditada ao sensei Chojun Miyagi, fundador do estilo Goju-ryu, após muitos anos de investigação. Esta postura, segundo o mestre, tem o fito precípuo de facilitar a rápida movimentação, para outra postura, ofensiva ou defensiva, e é o ponto inicial e final de execução de katas em vários estilos.
- Ura gamae (裏構え)

## Tanden
Tanden (丹田) é a parte focal do praticante da arte marcial (não só do caratê mas quaisquer outras), isto, contudo, não signifca um conceito geométrico, não significa tão-somente o centro de equilíbrio ou centro de gravidade, apesar de a metáfora ser bem-vinda. Partindo desta óptica, o carateca fará de seu corpo o ponto central de onde e opor onde todas as técnicas de posicionamento, postura, ataque e defesa emergirão e convergirão, pois tendo um norte a seguir a pessoa não se perde nas várias técnicas possíveis diante da situação de treinamento ou de enfrentamento. O tanden possibilita o controle.
- Kikai
- Seika

### Hara
Hara (腹), segundo os ensinamentos medicinais tradicionais de China e Japão, é a área situada entre plexo solar e pélvis, que sempre foi considerada muito importante, posto ser um dos centros de energia do corpo, ao que se servia como área dignóstico. De igual forma o Caratê enxerga grande importância no hara. Assim, sucede que, no Japão, os termos Tanden e Hara são pouco diferenciados e de certa forma intercambiaveis.
Tanto em treino quanto em combate real ou tão-somente a concentrar-se, seguindo os preceitos das escolas Zen, a pessoa deve estar tranquila e a técnica para tal é focada no hara, na respiração, que é feita no abdômen, isto é, deve-se controlar a respiração de molde a não sobrecarregar o corpo e deixá-lo ainda mais pressionado e a se permanecer num estado desprovido de emoção.
Trata-se do ponto através do qual todo e qualquer técnica provém ou se conduz: ou um ataque sai dele; uma defesa afasta um ataque; as pernas sustentam o corpo. Se um lutador tenta executar um ataque usando apenas braço ou perna, suas técnicas serão fracas, pois energia será desperdiçada, pois usada somente pelo membro, mas, se se conseguir conectar o movimento ao hara, o corpo inteiro será usado e a técnica será poderosa.